# أليخاندرو نونيز ألونسو
أليخاندرو نونيز ألونسو (بالإسبانية: Alejandro Núñez Alonso)‏ هو كاتب سيناريو وكاتب إسباني، ولد في 1905 في خيخون في إسبانيا، وتوفي في 7 أكتوبر 1982 في مدينة كيبك في كندا.